# 双港站 (天津市)
双港站位于天津市津南区双港镇微山南路与北京街交叉口，是天津地铁8号线的地铁车站。

## 车站结构
双港站站厅位于车站地下一层，站厅内设有地铁客服中心，可为乘客提供人工购票及地铁储值卡的发售充值、失物招领等服务。另外，站厅内还设有自动售票机、验票机等自助服务设施。站台位于车站地下二层，为岛式站台，并设有全高式屏蔽门。
| 地面     | 出入口             | A、C、D出入口                |  |  |
| 地下一层 | 站厅               | 客服中心、自动售票机、验票机 |  |  |
| 地下二层 |                    | █ 8号线 往渌水道（渌水道）   |  |  |
|          | 岛式站台，左侧开门 |                              |  |  |
|          |                    | █ 8号线 往咸水沽西（景荷道） |  |  |

## 车站出口
双港站共设3个出口，各出口及周围设施如下所示：
|          |      |                          |                                                    |
| 出口编号 | 照片 | 地点                     | 可到达目的地                                       |
| 出口 · A |      | 微山南路东侧，北京街北侧 | 锦堂菜市场                                         |
| 出口 · C |      | 微山南路西侧，北京街南侧 | 天津经济技术开发区国际学校（天津分校）、常春藤花园 |
| 出口 · D |      | 微山南路东侧，北京街南侧 | 摩力达产业园                                       |

## 换乘交通
| 公共汽车线路 \| 编号 \| 编号 \| 线路 \| 线路 \| 线路 \| 收费 \| 运营商 \| 备注 \| \| ---- \| ---- \| ---------------- \| ---- \| ------------------ \| ----- \| ---------- \| ---------- \| \| \| 215 \| 天职师大公交站 \| ⇆ \| 海河科技园区公交站 \| 2–4元 \| 公交二公司 \| 上下车刷卡 \| \| \| 304 \| 华山里地铁站 \| ⇆ \| 双港新家园东公交站 \| 2元 \| 公交二公司 \| \| \| \| 613 \| 胸科医院环湖医院 \| ⇆ \| 天南大新址公交站 \| 2元 \| 公交二公司 \| \| |      |                  |      |                    |       |            |            |
| 编号 | 编号 | 线路             | 线路 | 线路               | 收费  | 运营商     | 备注       |
| | 215  | 天职师大公交站   | ⇆    | 海河科技园区公交站 | 2–4元 | 公交二公司 | 上下车刷卡 |
| | 304  | 华山里地铁站     | ⇆    | 双港新家园东公交站 | 2元   | 公交二公司 |            |
| | 613  | 胸科医院环湖医院 | ⇆    | 天南大新址公交站   | 2元   | 公交二公司 |            |

| 编号 | 编号 | 线路             | 线路 | 线路               | 收费  | 运营商     | 备注       |
| ---- | ---- | ---------------- | ---- | ------------------ | ----- | ---------- | ---------- |
|      | 215  | 天职师大公交站   | ⇆    | 海河科技园区公交站 | 2–4元 | 公交二公司 | 上下车刷卡 |
|      | 304  | 华山里地铁站     | ⇆    | 双港新家园东公交站 | 2元   | 公交二公司 |            |
|      | 613  | 胸科医院环湖医院 | ⇆    | 天南大新址公交站   | 2元   | 公交二公司 |            |

## 车站历史
- 该站最初规划为天津轨道交通天津地铁6号线的车站[2]，命名为双港站。
- 在2016年公布的规划中，已经说明该段线路调整为天津地铁8号线。
- 在2019年1月7日天津轨道交通集团公布的《天津地铁6号线工程（梅林路站-咸水沽西站）环境影响报告书（征求意见稿）》中，该站被命名为双港站[3]，线路远期与天津地铁8号线贯通运营。